# Такеши Канеширо
Такеши Канеширо (на японски и китайски: 金城武, Kaneshiro Takeshi, Jīnchéng Wǔ) е азиатски актьор, музикант и манекен.

## Биография
Такеши Канеширо е роден на 11 октомври 1973 г. в Тайпе, Тайван. Родителите му са, баща японец от Окинава и майка китайка от Тайван. Има още двама братя. Израства в Тайпе, където учи в английско – американско училище. Говори няколко езика: тайвански, японски, мандарин, кантонски и английски.
Освен успешна филмова кариера, Канеширо има издадени доста музикални албуми, под псевдонима Аники. Изявява се, също и като манекен.

## Кариера
Още като ученик необикновената външност на Такеши прави впечатление, което допринася за участието му в различни реклами. На 19 г. дебютира като поп-певец. През 1992 г. излиза първият му албум. През същата година подписва договор с компанията Полиграм.
Дебюта му в киното е в „Героично трио 2: Палачите“ („Heroic Trio 2: Executioners“) (1993) на Уонг Кар Вай, където е в ролята на палач. Филмът няма успех, но Такеши е забелязан и още през следващата година идва и пробивът с „Чункин Експрес“ („Chungking Express“) (1994) на Уонг Кар Вай. Изпълнението му прави толкова голямо впечатление, че Уонг го избира за ролята на чувствителен глухоням в „Паднали Ангели“ („Fallen Angels“) (1995), където Канеширо отново е блестящ.
Следват роли в „Изгубени и намерени“ („Lost and Found“) (1996) и „Безсънен Град“ („Sleepless Town“) (1998) на Лий Чингай. Участва и в независимия американски филм „Твърде уморен за да умреш“ („Too Tired to Die“) (1998) на режисьора Уонсук Чин с участието на Мира Сорвино и Бен Газара.
По-известните филми в които участва са „Топло сърце“ („Tempting Heart“) (1999) на Силвия Чанг, „Летящи кинжали“ („House of Flying Daggers“) (2004) на Жан Иму, „Може би е любов“ („Perhaps Love“) (2006), „Господарите на войната“ („The Warlords“) (2007) на Питър Чан и „Битката при червените скали“ („The Battle of Red Cliff“) (2008 – 2009) на Джон Ву.

## Избрана филмография
- (2011) Меченосец
- (2009) Кървавите скали 2
- (2008) К-20: Легенда за Маската
- (2008) Кървавите скали
- (2007) Господарите на войната
- (2005) Може би е любов
- (2004) Летящи кинжали
- (2002) Завръщането
- (2002) Пришелец от бъдещето
- (2000) Лавандула
- (1999) Топло сърце
- (1998) Безсънен Град
- (1998) Анна Магдалена
- (1997) Градски Торпеда
- (1997) Герой - Легендата
- (1996) Изгубени и намерени
- (1995) Китайски Дракон
- (1995) Приятели завинаги
- (1995) Паднали Ангели
- (1994) Чункин Експрес
- (1993) Героично трио 2: Палачите

## Дискография

### Албуми
| Година | Заглавие                              | Издател          | Бележки                                                      |
| ------ | ------------------------------------- | ---------------- | ------------------------------------------------------------ |
| 1992   | Heartbreaking Night (分手的夜裡)      | Филипс, Полиграм | Mandarin album (Премиера: септември 1992)                    |
| 1993   | Just You and Me (只要你和我)          | Филипс, Полиграм | Mandarin album (Премиера: юни 1993)                          |
| 1993   | Reliable Best Friend (可依靠的好朋友) |                  | Mandarin album (Най-доброто от 1992 – 1993) (Премиера: 1993) |
| 1994   | Tender Superman (溫柔超人)            | Филипс, Полиграм | Mandarin album (Премиера: февруари 1994)                     |
| 1994   | Ideal Lover (標準情人)                | И Ем Ай          | Mandarin album (Премиера: декември 1994)                     |
| 1994   | Missed Date (失約)                    | И Ем Ай          | Cantonese album (Премиера: декември 1994)                    |
| 1995   | For My Beloved (給我心愛的人)         | И Ем Ай          | Cantonese album (Премиера: юни 1995)                         |
| 1995   | Secretly Drunk (偷偷的醉)             | И Ем Ай          | Mandarin album (Премиера: октомври 1995)                     |
| 1996   | No Matter How Hard (多苦都願意)       | И Ем Ай          | Mandarin album (Премиера: октомври 1996)                     |
| 1996   | Memories (精選集 Memories)            |                  | Mandarin album (Премиера: 1996)                              |
| 1998   | Best Collection (金城武的精選歌集)    |                  | Mandarin album (Премиера: 1998)                              |

### Филмова музика
| Година | Заглавие              | Песен | Бележки                         |
| ------ | --------------------- | --- | ------------------------------- |
| 2005   | Perhaps Love (如果愛) | No.4 Forgot Who I am (忘了我是誰) (дует с Zhou Xun 周迅), No.6 Beautiful Story (美麗故事) (дует с Ji Jin Hee 池珍熙), No.10 Crossroad (十字街頭) (дует с Zhou Xun 周迅), No.11 What If (假如) (Соло) | Mandarin album (Премиера: 2005) |

## Видео игри
- Онимуша (2001) (VG)
- Онимуша 3 (2004) (VG)